# Soccer Kid
Soccer Kid – platformowa gra komputerowa wydana w roku 1993.
Chłopiec w piłkarskim stroju zbiera części pucharu na mistrzostwa świata. Główny bohater wyposażony jest w piłkę, którą może podbijać i kopać (atakując nią przeciwników), wskakiwać na nią (przez co może podskoczyć wyżej), może ją odbijać z główki. 

## Odbiór gry
- Top Secret z marca 1994: grafika – 8, grywalność – 9, pomysł – 2, muzyka – 8[2]